# Réserve naturelle nationale du delta de la Sauer
La réserve naturelle nationale du Delta de la Sauer (RNN135) est une réserve naturelle nationale de la région Grand Est. Créée en 1997, elle s’étend sur 486 ha et protège une zone humide rhénane à la biodiversité remarquable.

## Localisation

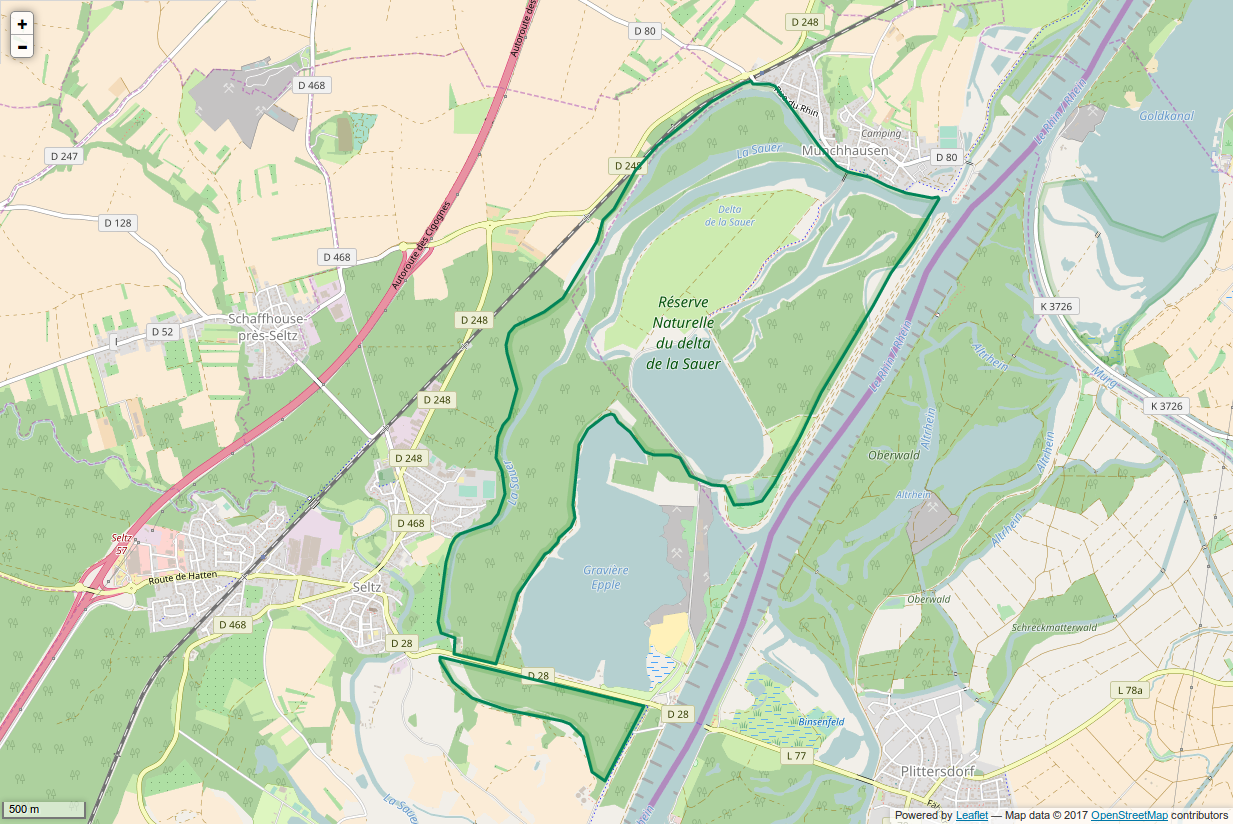
Périmètre de la réserve naturelle.

Le delta de la Sauer se trouve en région Grand Est dans le nord du département du Bas-Rhin, entre les communes de Seltz et de Munchhausen, au confluent de la Sauer avec le Rhin.

## Histoire du site et de la réserve
Autour de 1845, les travaux de domestication du Rhin ont profondément modifié le paysage du Delta de la Sauer : les grands méandres que formait le fleuve, dans ce secteur à faible pente naturelle, ont été coupés. Le site est resté inondable, cependant la dynamique de nombreux bras du fleuve a été sérieusement amoindrie. Aussi, la plupart des anciens lits asséchés du Rhin et de ses bras, se sont recouverts de forêts alluviales. Depuis ces travaux, la Sauer, affluent vosgien, emprunte un méandre de l'ancien cours principal du Rhin pour rejoindre le lit du fleuve corrigé à hauteur de Munchhausen.
À la fin des années 1970, les travaux de la canalisation du Rhin s'arrêtent en amont de Munchhausen et épargnent ce site remarquable.
En 1997, cette zone a été classée en réserve naturelle, du fait de l'importance de son patrimoine naturel, reconnu au niveau européen.

## Écologie (biodiversité, intérêt écopaysager…)

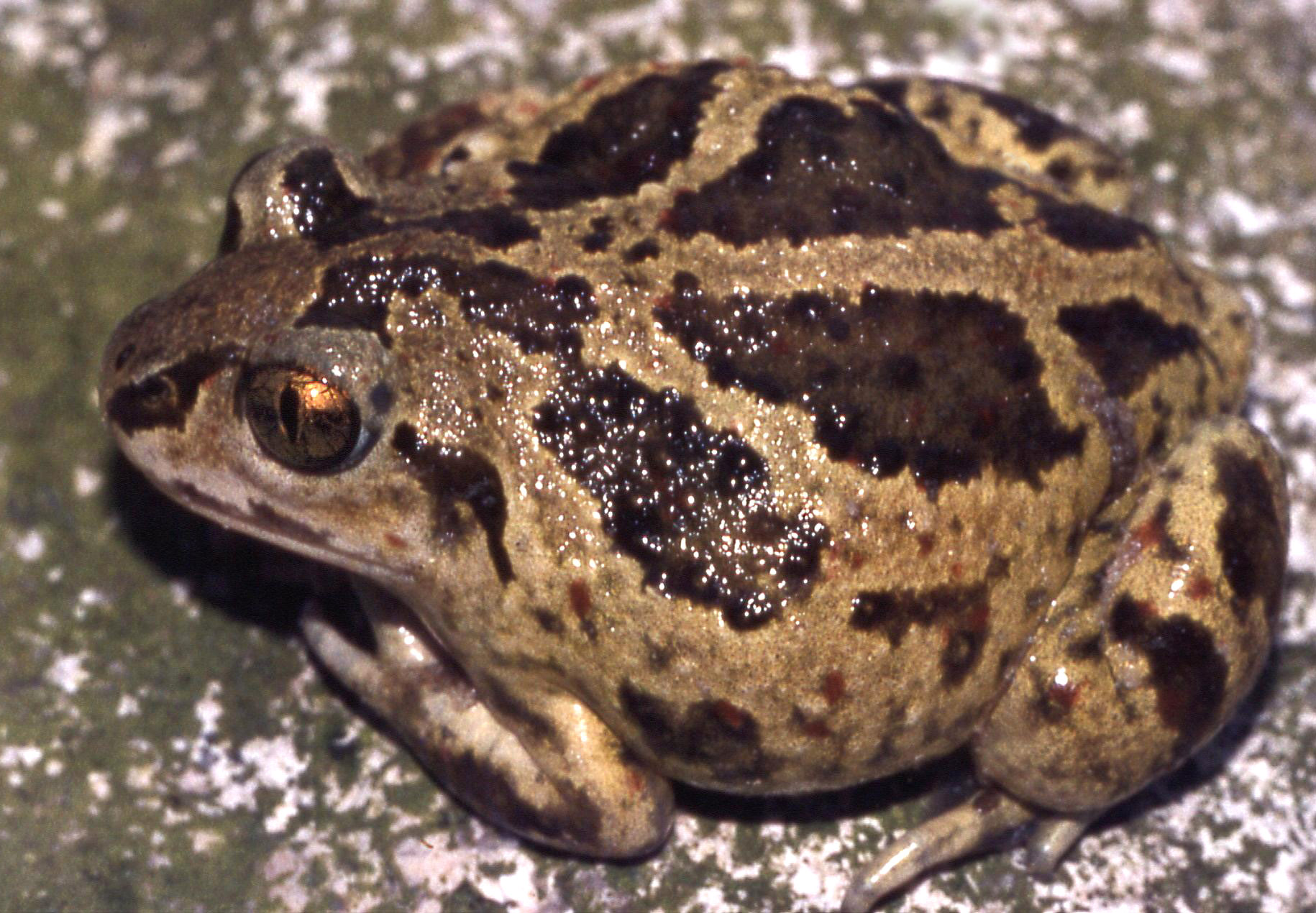
Pélobate brun.

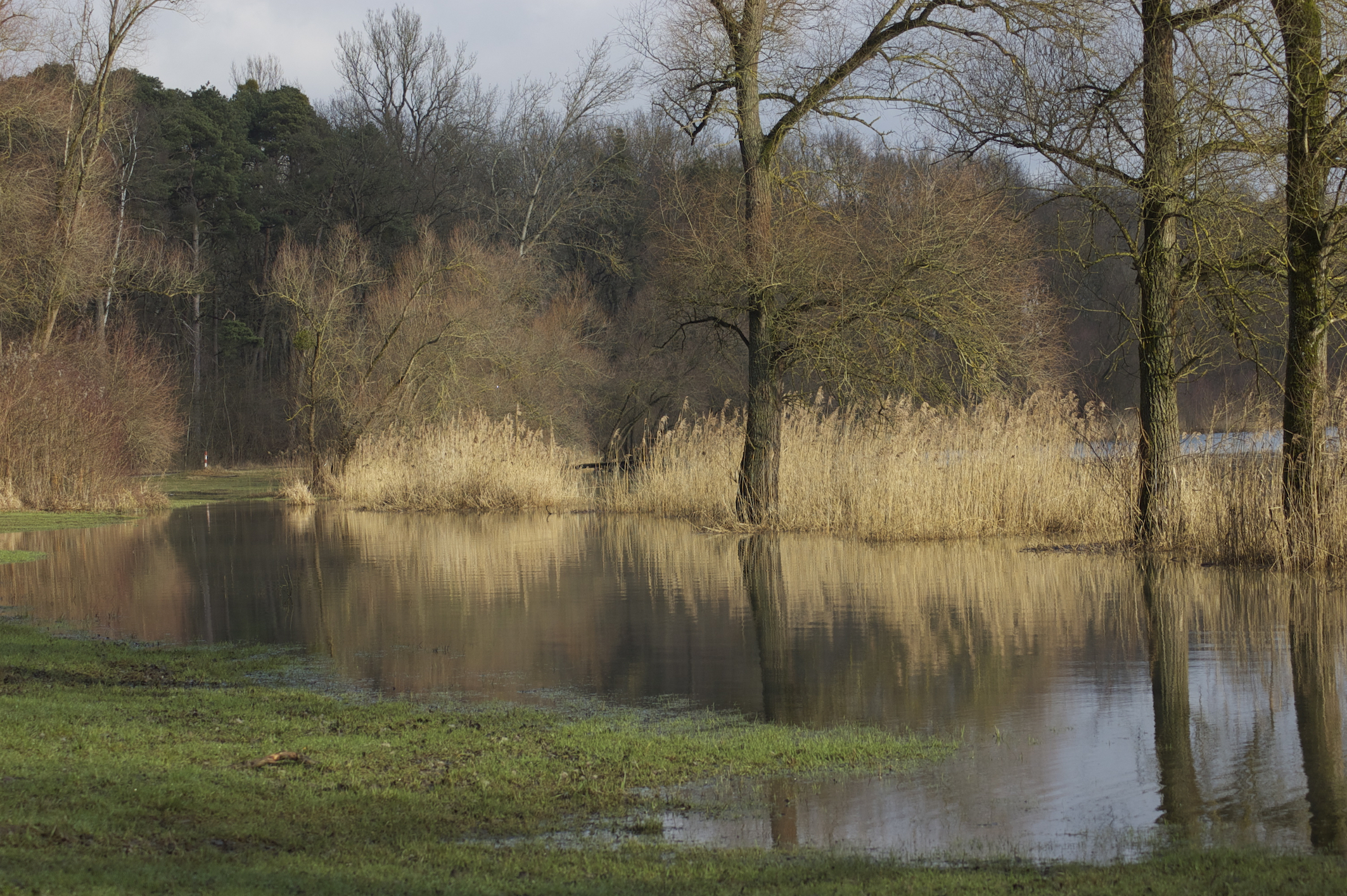
Roselière dans le delta de la Sauer en février 2013.

Cette zone humide du milieu rhénan présente une biodiversité remarquable et très variée, caractérisée par une variation importante du niveau de l'eau du delta, à la fois sous l'influence de la Sauer elle-même et celle du Rhin, dont les eaux remontent par le confluent.
Le territoire inclut un méandre de l'ancien cours principal du Rhin qui est soumis à des fluctuations de niveau d'eau. Lors des crues, le fleuve se répand sur tout le site tandis que les vasières apparaissent aux décrues avec leur cortège d'oiseaux limicoles. Les milieux sont principalement composés de forêts alluviales. On y trouve également une grande zone de prairies humides, entrecoupées de dépressions et de roselières.

### Flore
Symbole du delta, la forêt de saules blancs où l'on circule en barque est exploitée traditionnellement en têtards. Elle évolue en saulaie peupleraie sur les terrains plus élevés avec un sous-bois parsemé de cornouillers sanguins et de viornes obier. Sur les digues, on trouve une foret à bois dur : frênes, chênes et ormes, mêlés de peupliers blancs.

### Faune

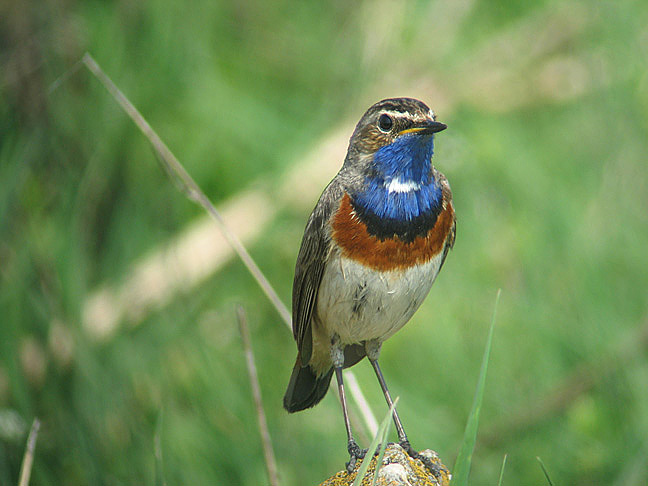
Gorgebleue à miroir.

La richesse ornithologique du site a fait sa réputation. On dénombre pas moins de 183 espèces d'oiseaux qui fréquentent ce site, dont 77 espèces nicheuses. De nombreuses espèces rares et protégées y ont élu domicile, tels le Bruant des roseaux, la Bécassine des marais la Rousserolle effarvatte, la Rousserolle turdoïde, la Gorgebleue à miroir ou encore la Mésange rémiz. Le delta de la Sauer est également la plus importante zone de nidification du Milan noir en Alsace.
En 2015, le Grosswoerth dans le delta de la Sauer a été le lieu de rassemblement pour la migration des cigognes du Rhin Supérieur.
De très nombreux amphibiens ont élu domicile dans le delta de la Sauer. On peut en particulier citer une population importante de  Rainettes vertes, la présence quasi unique en France du Pélobate brun, un petit crapaud aux mœurs nocturnes, ainsi que la Grenouille des champs, également de plus en plus rare et dont cette réserve constitue un des seuls sites de reproduction français.

## Intérêt touristique et pédagogique
Le site est accessible depuis Munchhausen par un pont sur la Sauer.
Pour fêter les 25 ans de la Réserve, le Conservatoire et le studio Sonya ont créé une balade sonore pour accompagner les promeneurs,. 

## Administration, plan de gestion, règlement
La réserve naturelle est gérée par le Conservatoire des Sites Alsaciens.

### Outils et statut juridique
La réserve a été créée par un décret du 2 septembre 1997.